# Жил да был Иоганн Себастьян Бах
«Жил да был... Иоганн Себастьян Бах»  (фр. Il était une fois... Jean-Sébastien Bach) — французский фильм-биография (биопик) о творческой и личной жизни немецкого композитора и музыканта XVIII века Иоганна Себастьяна Баха. Снят режиссёром Жаном-Луи Гийерму по собственному сценарию, вышел на экраны Франции в августе 2003 года.

## Сюжет
По мотивам биографии знаменитого композитора, опубликованной в 1802 году Иоганном Форкелем. Форкель посвятил значительную часть своей жизни не только восстановлению всех деталей жизни Иоганна Себастьяна Баха, но и поиску десятков его неопубликованных партитур, проданных вскоре после смерти композитора его сыновьями Вильгельмом и Карлом. Биограф вступил с ними в длительную переписку, использованную в книге. В фильме рассказ о тех поисках и находках (закадровый голос Жана Рошфора) оживляет одну за другой картины минувшего.
Первая экранизация по предложенному сценарию, но не первая о творческой и личной жизни Иоганна Себастьяна Баха и его взаимоотношениях с первой женой Марией и второй женой Анной. До этого в 1968 году в ФРГ вышел фильм «Хроники Анны Магдалены Бах», где роль композитора исполнил Густав Леонхардт.

## В главных ролях
| Роль                        | Исполняет                                                                     |
| --------------------------- | ----------------------------------------------------------------------------- |
| Иоганн Себастьян Бах        | Кристиан Вадим в сценах детства роль исполнил Гвенаэль Фуше (Gwenaël Foucher) |
| Анна Магдалена Бах          | Лена Ленина                                                                   |
| Мария Барбара Бах           | Фредерик Бель                                                                 |
| голос рассказчика за кадром | Жан Рошфор                                                                    |

Можно отметить, что две главные роли в фильме исполнили актёры частично или полностью русского происхождения: Кристиан Вадим (родители — Роже Вадим и Катрин Денёв) и Лена Ленина.
Также в титрах к фильму Лена Ленина была представлена под двойным псевдонимом: Лена Ленина (Elena Lenina) как псевдоним Лены Ленской (Elena Lenskaya). Как следует из её фильмографии, более последний псевдоним не использовался.

## Оценки фильма и исполнителей
Фильм не стал кинематографическим событием года. Впрочем, это неспешное повествование с документальным акцентом на детали прошлого изначально и не планировалось на роль блокбастера. В день выхода на экраны кинотеатров обозреватель «Le Parisien» отметил реалистичность воссоздания сцен прошлого, но явную тяжеловесность повествования. Исполнитель роли композитора Кристиан Вадим выглядит просто жалким человеком под невзгодами судьбы, и «лишь Лена Ленина и её головокружительные декольте отдают некоторую честь Анне Магдалене Бах» (фр. Seule Elena Lenina, et ses décolletés vertigineux, donne un peu de grâce à Anna Magdelena Bach). В заключение обозреватель относит фильм крайне далеко от оскароносного «Амадея» 1984 года.
В английском обозрении также была отмечена академичность изложения и документальная точность к деталям прошлого. Однако диалоги в фильме были названы изнурительно назидательными, а сцены «не превосходящими драматического уровня школьного спектакля» (англ. never exceeds the dramatic level of a high school play).